# Sakerta Timur
Sakerta Timur is een bestuurslaag in het regentschap Kuningan van de provincie West-Java, Indonesië. Sakerta Timur telt 1809 inwoners (volkstelling 2010).